# Spinomantis elegans
Spinomantis elegans är en groddjursart som först beskrevs av Jean Guibé 1974.  Spinomantis elegans ingår i släktet Spinomantis och familjen Mantellidae. IUCN kategoriserar arten globalt som sårbar. Inga underarter finns listade i Catalogue of Life.